# Kalamazoo Wings (1974–2000)
Kalamazoo Wings – amerykański klub hokeja na lodzie z siedzibą w Kalamazoo.
Pierwotny klub Kalamazoo Wings w latach 1974–1995 (po nim Michigan K-Wings w latach 1995–2000). Występował lidze IHL.
Trenerami drużyny byli: Doug McKay (1979-1981), Kevin Constantine (1988-1991).
W 1999 powstał osobny klub Kalamazoo Wings

## Sukcesy
- Mistrzostwo w sezonie regularnym IHL: 1980, 1981
- Mistrzostwo dywizji IHL: 1980, 1981, 1991, 1994, 1999
- Mistrzostwo konferencji IHL: 1980, 1981, 1982
- Turner Cup – mistrzostwo IHL: 1979, 1980
- Finał o Turner Cup – wicemistrzostwo IHL: 1981

## Zawodnicy
Zastrzeżone numery w klubie do 1995
- 22 Mike Wanchuk
- 26 Kevin Schamehorn